# ロバート・シェラード (第6代ハーバラ伯爵)
第6代ハーバラ伯爵ロバート・シェラード（英語: Robert Sherard, 6th Earl of Harborough、1797年8月26日 – 1859年7月28日）は、イギリスの貴族。1799年から1807年までシェラード卿の儀礼称号を使用した。

## 生涯
第5代ハーバラ伯爵フィリップ・シェラードとエレノア・モンクトン（Eleanor Monckton、1772年1月7日 – 1809年10月9日、ジョン・モンクトンの娘）の息子として、1797年8月26日に生まれた。1807年12月10日に父が死去すると、ハーバラ伯爵の爵位を継承した。イートン・カレッジで教育を受けた後、1814年10月27日にオックスフォード大学クライスト・チャーチに入学した。
1843年11月27日、メアリー・エリーザ・テンプル（Mary Eliza Temple、1886年7月1日没、エドワード・ダルビー・テンプルの娘）と結婚したが、2人の間に子供はいなかった。
1859年7月28日にステイプルフォード・パークで死去、子供がいなかったためハーバラ伯爵とハーバラ男爵の爵位は断絶、シェラード男爵の爵位は遠戚のフィリップ・シェラードが継承した。